# London Spy
London Spy est une mini-série d'espionnage britannique créée par Tom Rob Smith et diffusée du 9 novembre au 7 décembre 2015 sur BBC Two au Royaume-Uni et depuis le 21 janvier 2016 sur BBC America aux États-Unis.
En France, les deux premiers épisodes sont projetés lors du Festival Séries Mania en avril 2016 à Paris, puis les cinq épisodes sont diffusés en janvier 2017 sur Canal+. En Belgique, Be 1 commence la diffusion le 6 février 2017 avec les trois premiers épisodes. La série reste inédite dans les autres pays francophones.

## Synopsis
Prévenant et romantique, Danny tombe amoureux de l'énigmatique et antisocial Alex, un espion du MI6. Lorsque ce dernier disparaît, Danny fait tout pour le retrouver et découvrir la vérité, qui va le mener à travers bien des dangers.

## Fiche technique
- Titre : London Spy
- Création : Tom Rob Smith
- Pays d'origine :  Royaume-Uni
- Genre : espionnage ; drame

## Distribution
- Ben Whishaw (VF : Yoann Sover) : Danny
- Edward Holcroft : Alex
- Charlotte Rampling[3] : la mère d'Alex
- Jim Broadbent (VF : Philippe Ariotti) : Scottie
- Samantha Spiro : Détective Taylor
- Zrinka Cvitešić (VF : Géraldine Kannamma) : Sara
- Lorraine Ashbourne : Mrs Turner
- David Hayman : Mr Turner
- Clarke Peters : l'Américain
- Mark Gatiss : Rich
- Harriet Walter : Claire
- James Fox : James
- Adrian Lester : Professeur Marcus Shaw
- Riccardo Scamarcio (VF : Joël Zaffarano) : Doppelganger

 Source et légende : version française (VF) sur RS Doublage

## Production
La série a été commandée par Janice Hadlow et Polly Hill. Elle est produite par Working Title Television. Les producteurs exécutifs sont Juliette Howell, Tim Bevan, Eric Fellner et Polly Hill. Le tournage a débuté en 2014.
Cette série est inspirée d'un fait divers réel : Mort de Gareth Williams (en).